# Hartwell (Georgia)
Hartwell város az USA Georgia államában, Hart megyében, melynek megyeszékhelye is. Lakosainak száma 4470 fő (2020. április 1.).

## Népesség
A település népességének változása:
| Lakosok száma | 154  | 4188 | 4469 | 4470 |
|               | 1870 | 2000 | 2010 | 2020 |